# Äsop-Roman

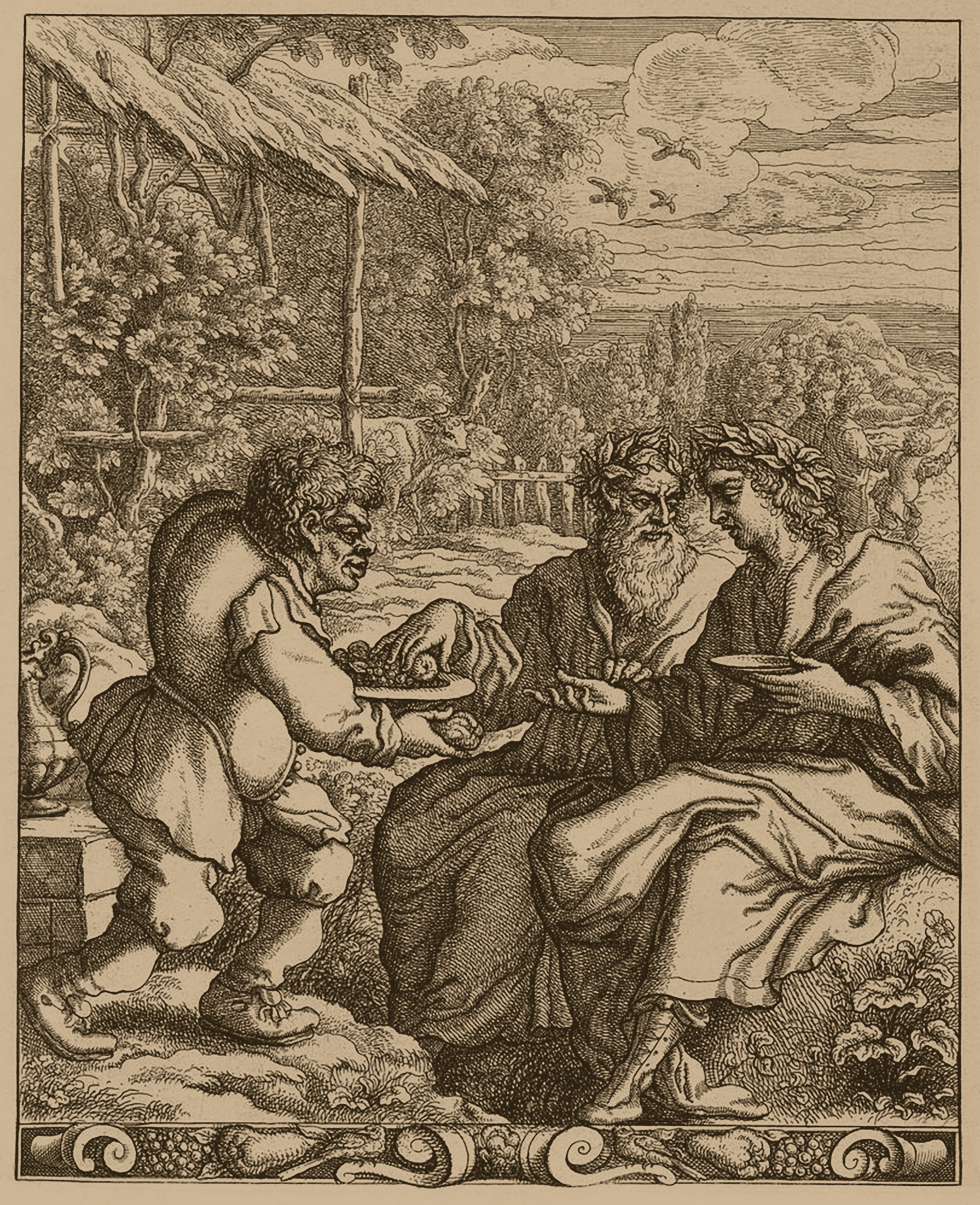
Äsop und die Priester (Francis Barlow, 1687)

Der Äsop-Roman oder Buch des Philosophen Xanthos und seines Sklaven Aisopos ist ein griechischer Roman der Spätantike, der in einer Handschrift aus dem 10. Jahrhundert vorliegt. Er erzählt legendenhaft vom Leben des Dichters Äsop.

## Inhalt
Im Roman ist Äsop ein Sklave phrygischer Herkunft auf der Insel Samos. Sein Eigentümer ist der Philosoph Xanthos. Äsop ist zunächst stumm, aber nachdem er sich gegenüber einer Priesterin der Isis freundlich gezeigt hat, löst die Göttin nicht nur seine Zunge, sondern verleiht ihm die Gabe des Geschichtenerzählens, die er verwendet, um seinem Herren manchmal zu helfen und manchmal ihn zu verwirren und zu narren. Nachdem er den Bürgern von Samos die Bedeutung eines Vorzeichens aufgelöst hatte, wird er freigelassen und wird zum Botschafter zwischen Samiern und König Krösus von Lydien. Seine Reisen führen ihn an die Höfe des imaginären Königs Lykurg von Babylon und des letzten ägyptischen Pharaos Nektanebos.
Die Erzählung endet mit Äsops Reise nach Delphi und seinem Tod: Äsop hatte sich über die Bürger und Priesterschaft Delphis lustig gemacht, aus Rache schmuggelte man eine goldene Schale aus Tempelbesitz in sein Gepäck. Die Schale wurde, als er abreisen wollte, prompt von Zöllnern gefunden und Äsop wurde der Hierosylie, des Tempelraubs, angeklagt, zum Tode verurteilt und von einem Felsen gestürzt.
Der Justizmord rächt sich aber an den Bewohnern Delphis, als dort eine Seuche ausbricht. Das Orakel von Delphi verkündet schließlich, die entstandene Blutschuld müsse beglichen werden, was nicht einfach ist, da Äsop keine Verwandten hatte. Schließlich findet sich ein Nachkomme des ursprünglichen Eigentümers und die Seuche endet.
Im Roman erscheint das Urteil an Äsop dadurch ausgewogen, dass dieser sich zuvor der Hybris schuldig gemacht hatte, indem er das Bild des Musenführers Apollon durch sein eigenes Bild ersetzte. Bei Plutarch hat er tatsächlich Gaben des Krösus für die Bürger von Delphi diesen nicht ausgehändigt, sondern nach Sardes zurückgeschickt, weil sie der Gaben weder würdig noch bedürftig seien. Daraufhin macht man ihm den Prozess wegen Tempelraubs. Die nach Äsops Hinrichtung einsetzenden Plagen hätten erst zwei Generationen später geendet, als Iadmon, ein Enkel von Äsops altem Eigentümer, nach Delphi kam und die Sühnegaben an sich nehmen konnte.

## Textüberlieferung
Der Text des Äsop-Romans ist in zwei vorbyzantinischen Rezensionen G und W sowie einer von Maximos Planudes herausgegebenen byzantinischen Rezension Pl überliefert. Aus dem 2. bis 7. Jahrhundert sind Papyrus-Fragmente erhalten, die belegen, dass obszöne Episoden aus den überlieferten Fassungen G und Pl sowie einigen Kodizes der Gruppe W getilgt wurden. Aufgrund verschiedener Auslassungen bzw. Einfügungen in den unterschiedlichen Fassungen wird vermutet, dass Rezension W der ursprünglichen Fassung des Romans am nächsten steht. Man nimmt an, dass es sich dabei um ein Volksbuch der frühen Kaiserzeit handelt. Die Wurzeln der darin verarbeiteten Stoffe reichen aber wesentlich weiter zurück.
Die Ausgabe des Äsop-Romans mit den Fabeln Äsops in einem Band, so dass der Äsop-Roman als Einleitung der Fabeln erscheint, taucht erst im 11. Jahrhundert auf und ist ein Kennzeichen byzantinischer Ausgaben.